# Mercurialis ovata
Mercurialis ovata là một loài thực vật có hoa trong họ Đại kích. Loài này được Sternb. & Hoppe mô tả khoa học đầu tiên năm 1815.

## Hình ảnh

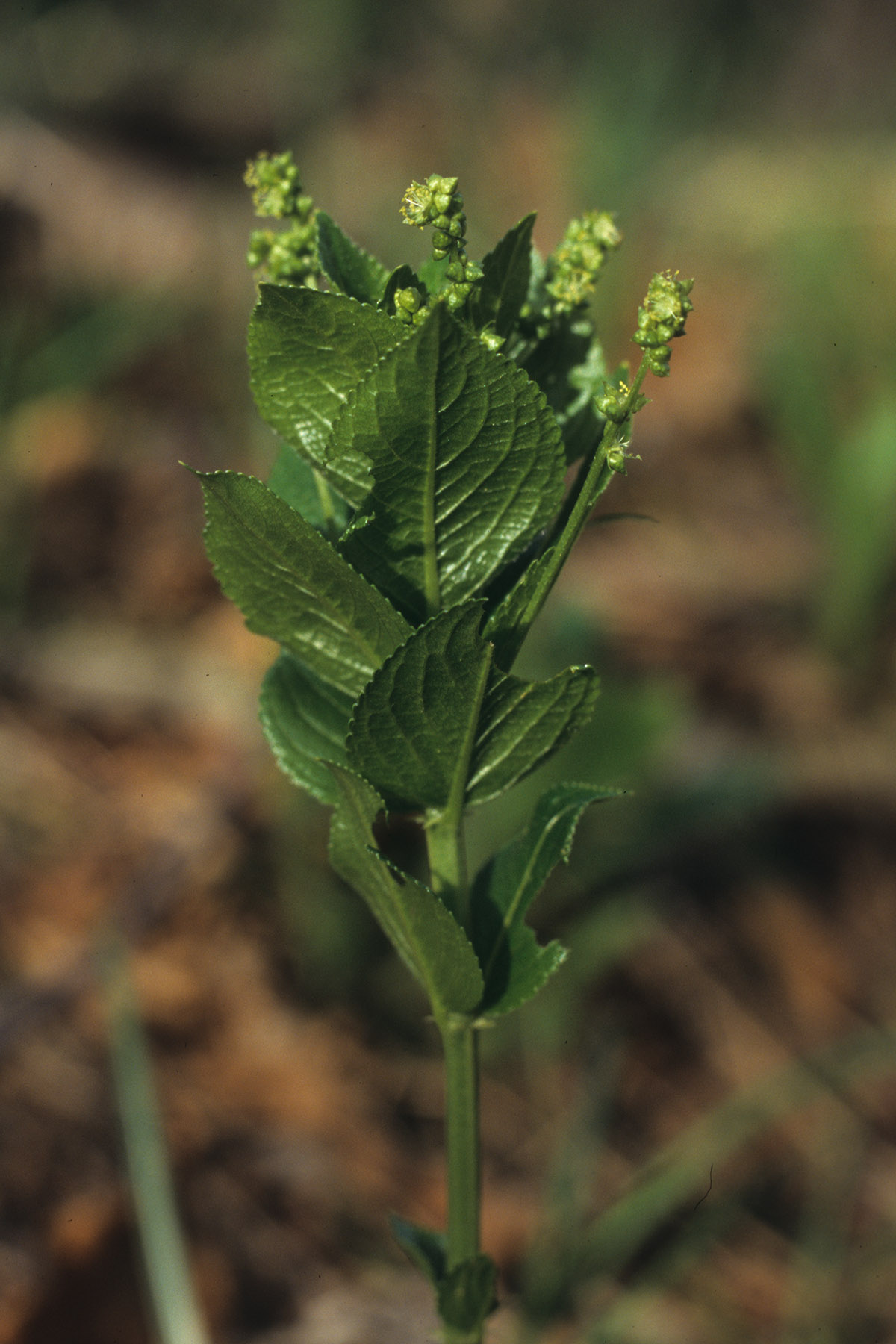
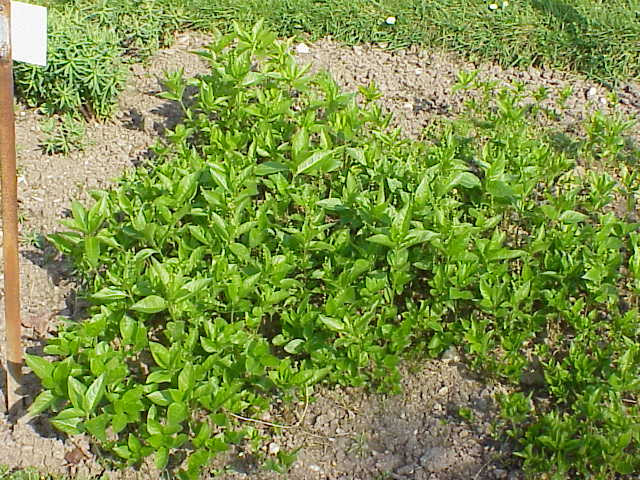
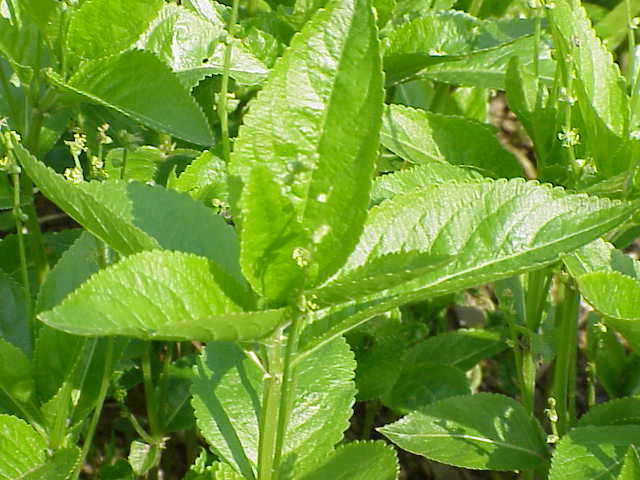
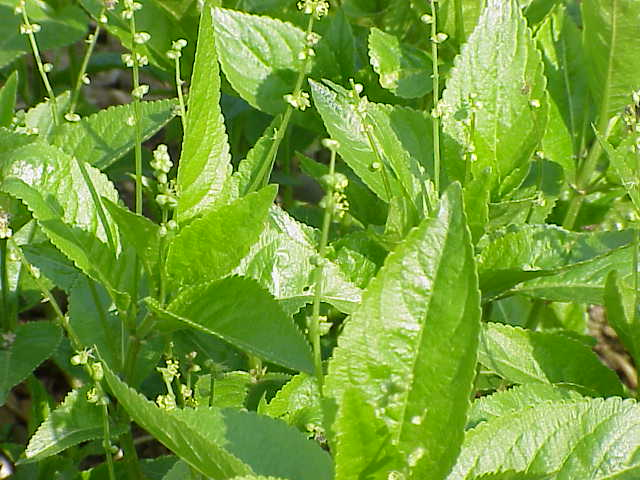